# روابط مصر و سوریه
روابط مصر و سوریه به روابط دوجانبه بین جمهوری عربی مصر و سوریه اشاره دارد. مصر در دمشق سفارت دارد. سوریه در قاهره سفارت دارد. هر دو کشور عضو اتحادیه عرب هستند.
روابط در دوران حکومت حسنی مبارک عموماً خوب بود، اما پس از انتخاب محمد مرسی، عضو اخوان المسلمین، رو به وخامت گذاشت. مصر در ژوئن ۲۰۱۳ سفارت خود در دمشق را تعطیل کرد. با این حال، روابط یک ماه بعد از سر گرفته شد و سفارتخانه‌های هر دو کشور در آن زمان بازگشایی شدند.

## تاریخچه روابط

### پیش از قرن بیستم

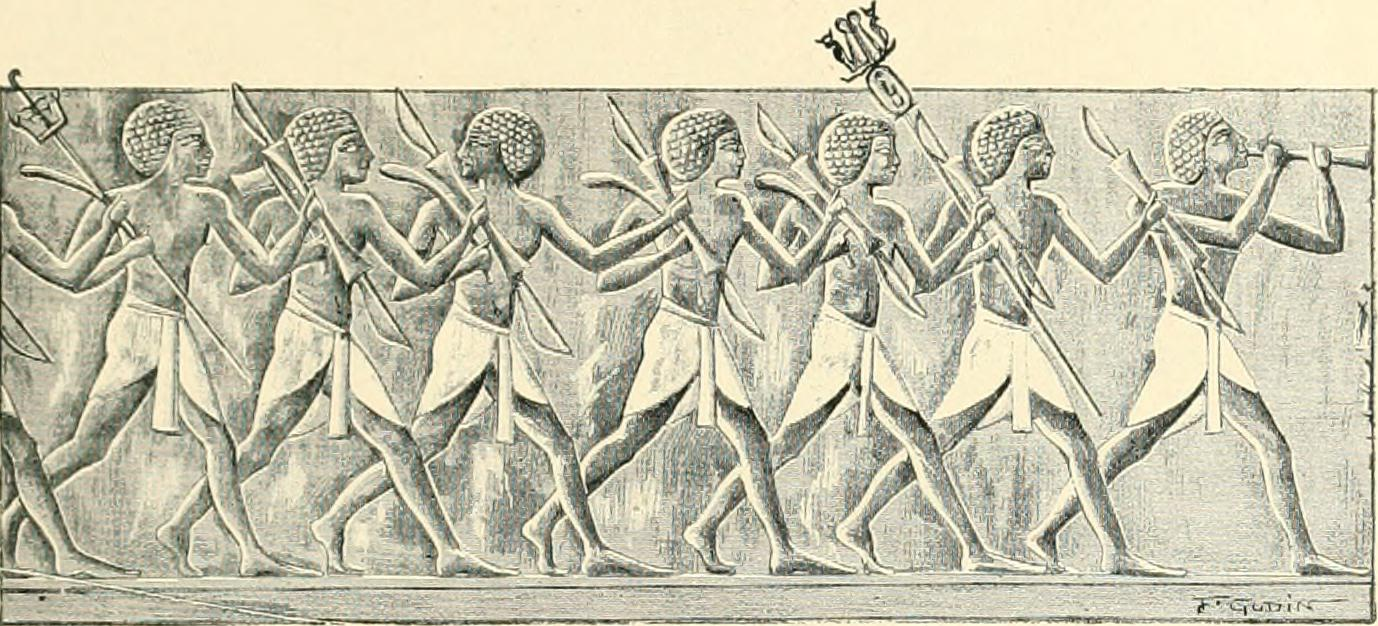
مبارزه ملت‌ها: مصر، سوریه و آشور، قرن ۱۴ پیش از میلاد.

در طول پادشاهی جدید مصر باستان، سلسله نوزدهم مصر بخش‌هایی از جنوب سوریه را اشغال کرد و علیه گروه‌های محلی شامی جنگید. سرانجام، مصر در سال ۶۷۳ پیش از میلاد به دست امپراتوری آشور افتاد. مصر و سوریه بعدها، قبل از فتوحات اسلامی، استان‌هایی از امپراتوری روم و بیزانس بودند. مصر و سوریه همچنان سرزمین‌های مهم خلافت‌های اولیه، مانند خلافت راشدین، اموی، عباسی، فاطمی و عثمانی، باقی ماندند.
در دوران امپراتوری عثمانی، ناپلئون به مصر و سوریه حمله کرد. پس از شکست ناپلئون، خلأ قدرت در مصر پدید آمد و ژنرال عثمانی، محمدعلی پاشا، کنترل مصر را به دست گرفت و برای تسلط بر سوریه به عثمانی‌ها اعلان جنگ داد. اگرچه او موفق بود، دهقانان سوری علیه اشغال مصر قیام کردند. پس از جنگ دوم مصر و عثمانی، مصر در ازای به رسمیت شناختن حکومت خاندان محمدعلی بر مصر، از سوریه عقب‌نشینی کرد.

### روابط قبل از ادغام ۱۹۵۸
نفوذ بریتانیا در امور مصر به مرور زمان افزایش یافت، بنابراین تا سال ۱۹۱۴، بریتانیا توانست خدیو طرفدار عثمانی مصر، عباس دوم، را با حسین کامل طرفدار بریتانیا جایگزین کند. او مصر را از عثمانی‌ها مستقل اعلام کرد و با بریتانیا متحد شد و با کمک شورشیان سوری به جنگ جهانی اول علیه عثمانی‌ها پیوست. در طول جنگ، بریتانیایی‌ها و فرانسوی‌ها برای تقسیم سرزمین‌های عربی تحت سلطه عثمانی تبانی کردند. با وجود درگیری‌های بعدی بین نیروهای فرانسوی و شورشیان سوری، توافق شد که سوریه تحت قیمومیت فرانسه قرار گیرد.
دولت‌های سوریه و مصر پس از جنگ جهانی اول روابط مثبتی را حفظ کردند. سوریه و مصر از امضاکنندگان پروتکل‌های اسکندریه و بعدها از بنیانگذاران اتحادیه عرب بودند. هر دو کشور در جنگ ۱۹۴۸ علیه اسرائیل شرکت کردند، اما از اسرائیل شکست خوردند. این شکست، شوک بزرگی در سیاست مصر و سوریه و همچنین سیاست اعراب به‌طور کلی ایجاد کرد. سال بعد، سه کودتا در سوریه رخ داد: یکی در ماه مارس توسط حسنی الزعیم، یکی در ماه اوت توسط سامی الهناوی و آخرین کودتا در ماه دسامبر توسط ادیب شیشکلی. در سال ۱۹۵۲، سلطنت مصر در کودتایی با توطئه افسران مصری سرنگون شد و جمهوری مصر با اولین رئیس‌جمهور آن محمد نجیب اعلام شد. در آن سال، شیشکلی جنبش آزادی‌بخش عرب را تأسیس کرد، یک حزب سیاسی که از ناسیونالیسم پان‌عرب حمایت می‌کرد. شیشکلی با نجیب ملاقات کرد تا در مورد همکاری و اتحاد بین سوریه و مصر گفتگو کند، که نجیب آن را پذیرفت اما می‌خواست ابتدا مسئله سودان را که مصر از زمان فتوحات محمد علی اشغال کرده بود، حل کند. مذاکرات بین دولت‌های سوریه و مصر بر سر اتحاد حتی پس از سرنگونی شیشکلی در سال ۱۹۵۴ و سرنگونی نجیب در همان سال توسط جمال عبدالناصر ادامه یافت. اینکه کودتای ۱۹۵۲ مصر تا چه حد از کودتاهای اخیر سوریه الهام گرفته است، هنوز به‌طور کامل شناخته نشده است، اما گمانه‌زنی‌های زیادی در مورد آن وجود دارد.

### جمهوری متحد عربی
احساسات پان‌عربیستی به‌طور سنتی در سوریه بسیار قوی بود، و ناصر پس از جنگ سوئز در سال ۱۹۵۶، یک چهره قهرمان محبوب در سراسر جهان عرب بود؛ بنابراین، حمایت مردمی قابل توجهی در سوریه برای اتحاد با مصرِ ناصر وجود داشت. حزب بعث سوسیالیست عرب، مدافع اصلی چنین اتحادیه‌ای بود.

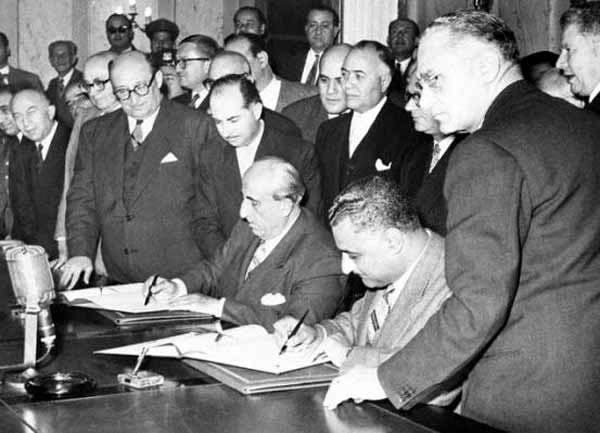
ناصر در حال امضای پیمان اتحاد با شکری القوتلی، رئیس‌جمهور سوریه، و تشکیل جمهوری متحده عربی، ۱ فوریه ۱۹۵۸.

در ۱ فوریه ۱۹۵۸، گروهی از رهبران سیاسی و نظامی سوریه، ادغام دو کشور را به جمال عبدالناصر، رئیس‌جمهور مصر، پیشنهاد دادند. یکی از دلایل اصلی این اتحاد، نگرانی از نفوذ روزافزون حزب کمونیست سوریه، تحت رهبری خالد بکداش بود.
بدین ترتیب، در ۲۲ فوریه ۱۹۵۸، جمهوری متحد عربی تشکیل شد و سوریه و مصر را به عنوان یک ملت متحد کرد. تحت این اتحادیه، فعالیت همه احزاب در سوریه ممنوع شد و سرکوب گسترده کمونیست‌های سوری و کل حیات سیاسی سوریه آغاز شد. نخبگان سوری به دلیل تسلط مصر بر امور سوریه، احساس کردند که به حاشیه رانده شده‌اند و مصری‌ها مناصب سیاسی ارشد سوریه را اشغال کردند. با این حال، دولت مصر استدلال کرد که به دلیل هرج و مرج سیاسی سوریه، مدیریت سختگیرانه امور سوریه ضروری است. تا سال ۱۹۶۱، سوریه به یک استان متمرکز تبدیل شد و ناصر، معاون رئیس‌جمهور خود، عبدالحکیم عامر، را به عنوان فرماندار سوریه فرستاد. این امر باعث ایجاد بحران با عبدالحمید السراج، یکی از آخرین سوری‌هایی که در جمهوری متحد عربی قدرت را در دست داشت، شد و در نتیجه استعفا داد. این حادثه بسیاری از رهبران سوریه را به این باور رساند که سوریه در حال تبدیل شدن به مستعمره مصر است، بنابراین کودتایی در سوریه در سال ۱۹۶۱ عامر را دستگیر کرد، او را به مصر بازگرداند و سوریه را به عنوان یک کشور مستقل اعلام کرد، اگرچه مصر نام «جمهوری متحده عربی» را تا سال ۱۹۷۱ حفظ کرد. در سال ۱۹۶۳، کودتای بعثی‌ها در سوریه دولت سوریه را سرنگون کرد و مذاکرات بین مصر و سوریه بر سر اتحاد از سر گرفته شد و سوریه منشور قاهره را امضا کرد و قول اتحاد نهایی با مصر را داد. با این حال، دولت بعثی در سوریه بیشتر نگران تثبیت حکومت خود بود تا اتحاد سریع و ترس از بازگشت به سلطه مصر باعث شد سوریه از منشور قاهره عقب‌نشینی کند.

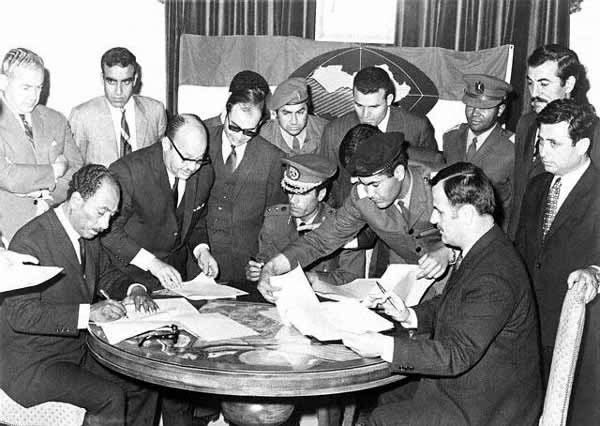
حافظ اسد، رئیس‌جمهور سوریه (نشسته در سمت راست) در حال امضای پیمان اتحاد جماهیر عربی در بنغازی، لیبی، در ۱۸ آوریل ۱۹۷۱، به همراه انور سادات، رئیس‌جمهور مصر (نشسته در سمت چپ) و معمر قذافی، رهبر لیبی (نشسته در مرکز). این توافق هرگز به یک اتحادیه فدرال بین سه کشور عربی تبدیل نشد.

با این وجود، روابط بین مصر و سوریه پس از فروپاشی اتحادیه صمیمانه بود و سوریه در طول جنگ شش‌روزه ۱۹۶۷ که منجر به از دست دادن شبه جزیره سینا توسط مصر و بلندی‌های جولان توسط سوریه به اسرائیل شد، در کنار مصر ایستاد. پس از جنگ، حافظ اسد، رئیس‌جمهور جدید سوریه و انور سادات، رئیس‌جمهور مصر، بر سر اتحاد جماهیر عربی، یک سازمان سست متشکل از وحدت سیاسی و نظامی، به توافق رسیدند.

### جنگ یوم کیپور

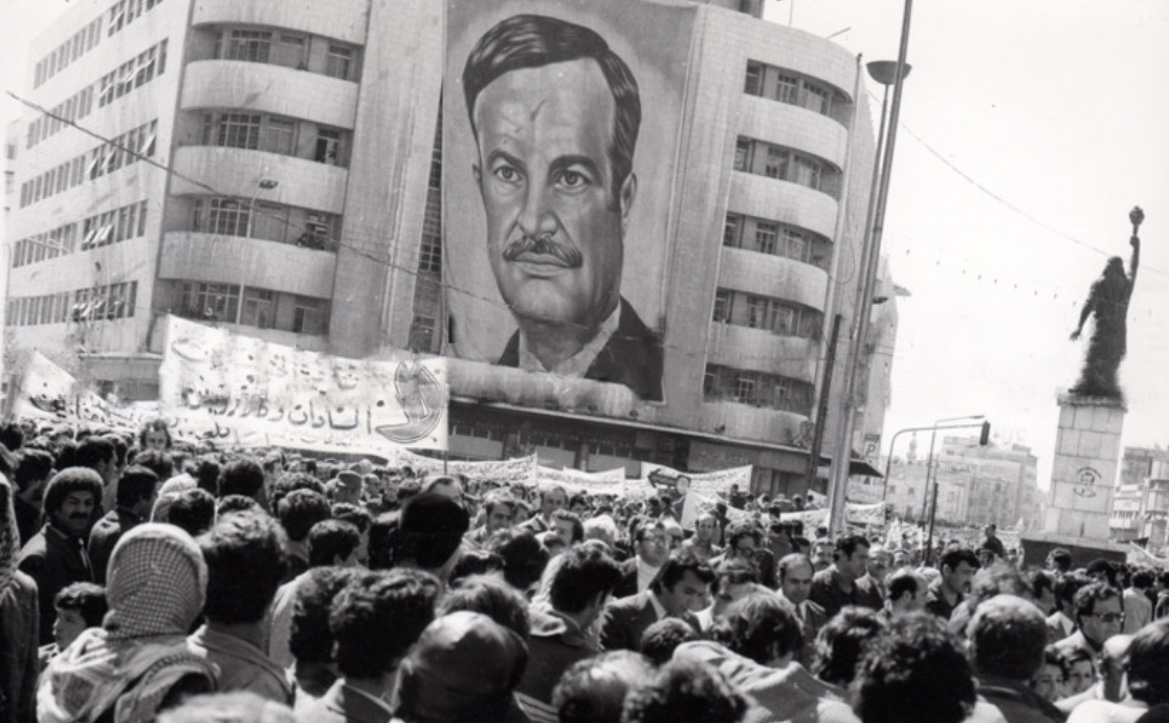
تظاهرات ضد قرارداد کمپ دیوید در دمشق، ۱۹۷۸

در سال ۱۹۷۳، مصر و سوریه جنگ اکتبر علیه اسرائیل را با حمله‌ای هماهنگ برای بازپس‌گیری شبه‌جزیره سینا و بلندی‌های جولان آغاز کردند. جنگ دو هفته‌ای با بازپس‌گیری کرانه شرقی کانال سوئز در سینا توسط مصر پایان یافت، اما سوریه مناطق بیشتری را به اسرائیل واگذار کرد و ارتش اسرائیل را در معرض تهدید تصرف دمشق قرار داد. پس از جنگ، سادات سیاست اقتصادی طرفدار سرمایه‌داری، سیاست خارجی طرفدار ایالات متحده و در نهایت پیمان صلح با اسرائیل را در پیش گرفت، که در تضاد با سیاست خارجی طرفدار اتحاد جماهیر شوروی، سیاست اقتصادی سوسیالیستی و موضع سختگیرانه سوریه در قبال آرمان فلسطین بود. پس از امضای پیمان صلح کمپ دیوید توسط انور سادات، رئیس‌جمهور مصر، با اسرائیل، مصر از اتحادیه عرب اخراج شد. سوریه پس از سفر سادات به اورشلیم، روابط دیپلماتیک خود را قطع کرد. روابط بین مصر و سوریه در بقیه دوران سادات، به ویژه در طول درگیری نیابتی اسرائیل و سوریه در لبنان، سرد ماند.

### در زمان حسنی مبارک
پس از ترور سادات در سال ۱۹۸۱، حسنی مبارک رئیس‌جمهور مصر شد. مبارک تلاش کرد تا روابط مصر با جهان عرب را با روابط مصر با ایالات متحده و اسرائیل متعادل کند. مصر در طول جنگ ایران و عراق از عراق حمایت می‌کرد، در حالی که سوریه از ایران حمایت می‌کرد. روابط مصر و سوریه تا زمان جنگ خلیج فارس سرد ماند، زمانی که هم سوریه و هم مصر نیروهایی را برای اخراج عراق از کویت اعزام کردند و به عادی‌سازی روابط با سوریه کمک کردند. در جریان روند صلح فلسطین و اسرائیل، حسنی مبارک به عنوان میانجی عمل کرد. تا دهه ۱۹۹۰، سوریه و مصر روابط مثبتی برقرار کرده بودند و مبارک تلاش می‌کرد تنش‌های سوریه و اسرائیل را حل کند و در صورت عادی‌سازی روابط سوریه با اسرائیل، برای بازگرداندن بلندی‌های جولان به سوریه برنامه‌ریزی می‌کرد. مبارک همچنین تنش‌ها بین سوریه و ترکیه را در اواخر دهه ۱۹۹۰ کاهش داد.

### مصر و سوریه پس از انقلاب

#### ۲۰۱۱–۲۰۱۳
پس از بهار عربی و ظهور اخوان‌المسلمین، روابط به شدت تیره شد. اخوان‌المسلمین یک سازمان ممنوعه است و عضویت در آن در سوریه جرم سنگین و مستوجب اعدام است. مصر در سال ۲۰۱۳ تمام روابط خود را با جمهوری عربی سوریه قطع کرد.
در زمان ریاست‌جمهوری محمد مرسی، که عضو اخوان‌المسلمین بود، مصر از مخالفان سوریه حمایت کرد و از اسد خواست تا کناره‌گیری کند. در ۱۵ ژوئن ۲۰۱۳، رئیس‌جمهور مرسی دستور تعطیلی سفارت سوریه در قاهره را صادر کرد و خواستار ایجاد منطقه پرواز ممنوع بر فراز سوریه شد.
تخمین زده می‌شود که بین ۷۰۰۰۰ تا ۱۰۰۰۰۰ پناهنده سوری در زمان حکومت مرسی در این کشور زندگی می‌کردند و دولت سعی کرد با ارائه مجوزهای اقامت، کمک به یافتن شغل، اجازه ثبت نام کودکان پناهنده سوری در مدارس دولتی و دسترسی به سایر خدمات عمومی، از پناهندگان سوری حمایت کند.

#### ۲۰۱۳–۲۰۲۴
روابط دیپلماتیک از سر گرفته شد و سفارتخانه‌ها پس از برکناری مرسی از قدرت، تنها چند هفته بعد در ژوئیه ۲۰۱۳، بازگشایی شدند. در ژوئیه ۲۰۱۳، دو کشور توافق کردند که کنسولگری مصر در دمشق و کنسولگری سوریه در قاهره را بازگشایی کنند.
در اواخر نوامبر ۲۰۱۶، برخی رسانه‌های عربی گزارش دادند که خلبانان مصری در اواسط نوامبر برای کمک به دولت سوریه در مبارزه با داعش و جبهه النصره به این کشور رسیده‌اند. این پس از آن صورت گرفت که عبدالفتاح سیسی، رئیس‌جمهور مصر، علناً اعلام کرد که از ارتش سوریه در جنگ داخلی سوریه حمایت می‌کند. با این حال، چند روز بعد، مصر حضور نظامی خود در سوریه را تکذیب کرد. با این حال، مصر همچنان حامی صریح مداخله روسیه و حامی بشار اسد بود، که ایالات متحده ادعا می‌کند به اسد کمک نظامی ارسال کرده است، ادعایی که مصر آن را رد می‌کند.
در نوامبر ۲۰۱۶، سیسی گفت که به خاطر ثبات از ریاست‌جمهوری بشار اسد در سوریه حمایت می‌کند. او همچنین گفت که اولویت کشورش «حمایت از ارتش‌های ملی» است که به گفته او شامل نیروهای مسلح سوریه نیز می‌شود. او همچنین در مورد موضع مصر در این درگیری گفت: «موضع ما در مصر احترام به اراده مردم سوریه و این است که راه حل سیاسی برای بحران سوریه مناسب‌ترین راه است و همچنین برخورد جدی با گروه‌های تروریستی و خلع سلاح آنها.» حمایت مصر از راه حل سیاسی در فوریه ۲۰۱۷ بار دیگر مورد تأیید قرار گرفت. احمد ابوزید، سخنگوی وزارت امور خارجه مصر، گفت که سامح شکری، وزیر امور خارجه مصر، در دیدار با استفان دی میستورا، فرستاده ویژه سازمان ملل به سوریه، روز شنبه بر مخالفت مصر با هرگونه مداخله نظامی که حاکمیت سوریه را نقض کند و فرصت‌های موجود برای راه‌حل‌های سیاسی را تضعیف کند، تأکید کرد.
اورن کسلر، معاون مدیر تحقیقات بنیاد دفاع از دموکراسی‌ها، در مقاله‌ای در فوریه ۲۰۱۷ در فارن افیرز، سه دلیل برای موضع طرفداری سیسی از اسد مطرح می‌کند: دشمنان مشترک مصر با سوریه (داعش و اخوان‌المسلمین)؛ مخالفت مشترک مصر و سوریه با سیاست‌های اردوغان، رئیس‌جمهور ترکیه؛ و روابط رو به رشد مصر با روسیه، متحد نزدیک سوریه.
مصر همچنین علاقه زیادی به بازسازی سوریه پس از جنگ ابراز کرده است و بسیاری از شرکت‌ها و بازرگانان مصری در حال بررسی فرصت‌های سرمایه‌گذاری در سوریه و همچنین مشارکت در تلاش‌های بازسازی هستند. طارق النبراوی، رئیس سندیکای مهندسان مصر، گفت که سال ۲۰۱۸ شاهد «رونق و نقش تأثیرگذار شرکت‌های ساختمانی مصری در سوریه و گشودن درها برای سایر شرکت‌ها - در زمینه‌های برق، مصالح ساختمانی، فولاد، آلومینیوم، سرامیک و مواد بهداشتی و غیره - برای کار در بازار سوریه و مشارکت در بازسازی شهرها و تأسیساتی که جنگ ویران کرده است» خواهد بود.
در ۲۵ فوریه ۲۰۱۸، خبرگزاری دولتی سوریه گزارش داد که یک هیئت مصری متشکل از «اعضای مجمع اسلامی و عربی برای حمایت از مقاومت و جنبش پیشگامان آینده و همچنین تعدادی از شخصیت‌ها»، از جمله جمال زهران و فاروق حسن، برای ابراز همبستگی با دولت سوریه از کنسولگری سوریه در قاهره بازدید کردند.
پس از زمین‌لرزه ترکیه و سوریه در سال ۲۰۲۳، عبدالفتاح سیسی، رئیس‌جمهور مصر، برای اولین بار با همتای سوری خود تماس گرفت تا پیشنهاد کمک بدهد.
در ۲۷ فوریه ۲۰۲۳، سامح شکری، وزیر امور خارجه مصر، وارد دمشق شد و با رئیس‌جمهور بشار اسد دیدار کرد و همبستگی کشورش را با سوریه پس از زلزله ابراز داشت. این اولین سفر یک مقام عالی‌رتبه مصری به سوریه از زمان آغاز جنگ تحت حمایت آمریکا بود. در ۲ آوریل ۲۰۲۳، فیصل مقداد، وزیر امور خارجه سوریه، برای اولین بار پس از جنگ داخلی، با هدف پیشبرد و احیای روابط دیپلماتیک از قاهره بازدید کرد.
در ۱۹ مه ۲۰۲۳، در حاشیه اجلاس ۲۰۲۳ اتحادیه عرب، رؤسای‌جمهور هر دو کشور با یکدیگر دیدار و در مورد روابط دوجانبه گفتگو کردند. این اولین دیدار بین روسای دو کشور از سال ۲۰۱۱ بود.

#### ۲۰۲۴–اکنون
در جریان سقوط رژیم اسد در سوریه به رهبری هیئت تحریر شام در سال ۲۰۲۴، شبکه خبری رصد گزارش داد که مصری‌ها به‌طور دسته جمعی به خیابان‌های کشور آمدند تا پیروزی شورشیان را جشن بگیرند.
بدر عبدالعاطی، وزیر امور خارجه مصر، در ۳۱ دسامبر ۲۰۲۴ با همتای خود از دولت انتقالی سوریه، اسعد حسن الشیبانی، در مورد حمایت کشورش از مردم سوریه گفتگو کرد. در ۳ ژانویه ۲۰۲۵، مصر ممنوعیت جهانی ورود سوری‌ها به این کشور را اعمال کرد، به استثنای کسانی که اقامت موقت داشتند. در مارس ۲۰۲۵، احمد الشرع، رئیس‌جمهور سوریه، برای دیدار با بسیاری از رهبران دیگر از جمله عبدالفتاح سیسی، رئیس‌جمهور مصر، به قاهره سفر کرد.

## پیوندهای اقتصادی
تا سال ۲۰۲۱، سهم مصر از صادرات سوریه ۵/۳۵ درصد بود که آن را به پنجمین شریک صادراتی قابل اعتماد سوریه تبدیل می‌کند. در سال ۲۰۲۱، مصر با سهم ۶/۵۶٪ یکی از بزرگ‌ترین شرکای وارداتی سوریه بود.